# Grace Bullen
Grace Jacob Bullen (ur. 7 lutego 1997 w Ghinda, w Erytrei) – norweska zapaśniczka walcząca w stylu wolnym. Brązowa medalistka olimpijska z Paryża 2024 w kategorii 62 kg.
Wicemistrzyni świata w 2022, trzecia w 2023; piąta w 2018. 
Mistrzyni Europy w 2017, 2020, 2024 i 2025; druga w 2016 i 2023. Mistrzyni nordycka w 2015, 2017 i 2019. Brązowa medalistka igrzysk europejskich w 2015 i piąta w 2019. 
Triumfatorka młodzieżowych igrzysk olimpijskich z 2014. Pierwsza na MŚ U-23 w 2018. Trzecia na MŚ juniorów w 2017. Mistrzyni Europy juniorów w 2015, 2016 i 2017 roku.